# 1807年大彗星
1807年大彗星（Great Comet of 1807），正式命名為C/1807 R1，是一顆1807年肉眼可見的彗星。由於其非凡的亮度，它被認為是大彗星之一。

## 發現

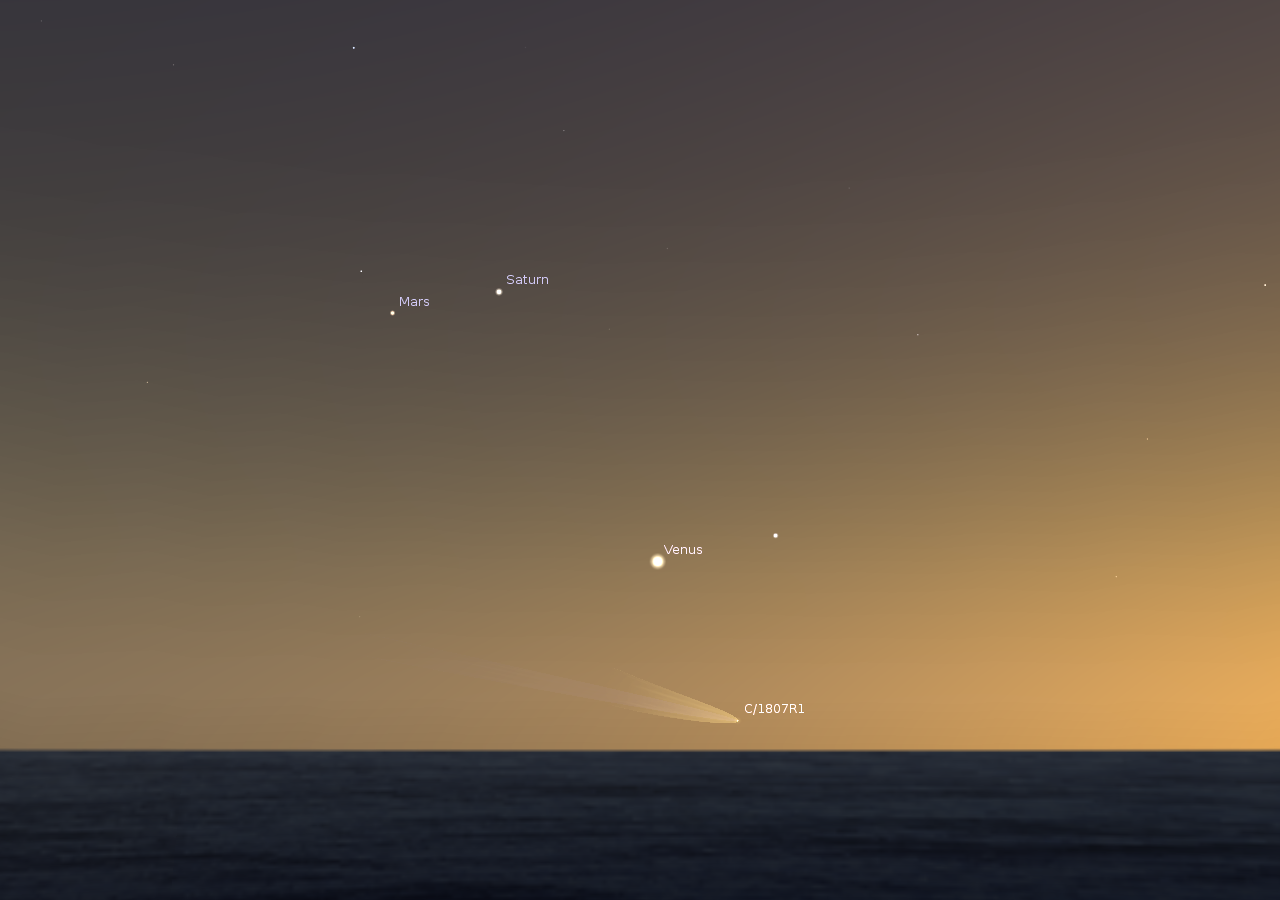
1807年9月9日，藝術家描繪的西西里島日落後不久的西方天空（向西眺望地中海的景色）

西西里島恩納奧古斯丁修士帕里西（P. Reggente Parisi）通常被認為是1807年大彗星的發現者。1807年9月9日的黃昏時，他記錄下一顆非常接近地平線的彗星，距離同樣明亮的角宿一不遠：當時金星、火星和土星也相當靠近彗星。月光干擾了接下來一周的觀測，由於西西里島位置偏南，帕里西可能能夠在歐洲其他一些觀察者獨立發現這顆彗星的幾天之前發現彗星。
軌道數據顯示這顆彗星在北半球出現之前幾週就可以在南半球用肉眼發現；但是歷史上並沒有這樣的紀錄。在澳大利亞，這顆彗星應該在整個八月的傍晚黃昏時都可以在西方地平線上看見，亮度接近1等。

## 觀測史
9月21日，法國天文學家尚-路易斯·龐士在馬賽看到了這顆彗星。不久之後，他的同事雅克-約瑟夫·圖利斯（Jacques-Joseph Thulis）首次根據天球坐標系確定了彗星的位置。美國的威廉·丹巴爾（William Dunbar）指出，「大約在9月20日」首次看到這顆彗星，並評論說塞思·皮斯（Seth Pease）於22日開始進行觀測。9月20日，彗星的亮度達到1至2等。
在接下來的10天裡，法國的雅克·維達爾（Jacques Vidal）和奧諾雷·弗勞格格斯（Honoré Flaugergues）、英國的愛德華·皮戈特、德國的約翰·西吉斯蒙德·戈特弗里德·胡特（Johann Sigismund Gottfried Huth）和約翰·弗里德里希·尤勒（Johann Friedrich Eule）、西班牙的岡薩雷斯獨立發現了這顆彗星。
9月26日，弗朗西斯科·何塞·德·卡爾達斯（Francisco José de Caldas）在新格拉納達（哥倫比亞）也觀測到了這顆彗星 。維達爾估計彗尾的長度在7°到 8°之間。